# Acnemia anoena
Acnemia anoena är en tvåvingeart som beskrevs av Johannes Winnertz 1863. Acnemia anoena ingår i släktet Acnemia och familjen svampmyggor. Inga underarter finns listade i Catalogue of Life.